# 西條
西條（さいじょう、英: SAIJO Corporation）は、北海道名寄市に本社のある企業。道北を中心に総合スーパーの「西條」はじめ、スーパーセンター「BESTOM」（ベストム）や小型スーパーの「Qマート」などを展開している。

## 沿革
1947年（昭和22年）10月に西條忠雄が「西條商店」として名寄市で創業。1957年（昭和32年）11月に「西條呉服店」となり、1973年（昭和48年）7月には「百貨店法」による百貨店となった。その後、1975年（昭和50年）8月には稚内市に（初代）稚内店（1990年（平成2年）8月に稚内駅前店に店名変更）、1978年（昭和53年）1月には士別市に士別店を出店し道北地方の広い範囲で営業を展開するようになり、1981年（昭和56年）11月に社名を「株式会社西條」へ変更した。1990年代末以降、北海道拓殖銀行（拓銀）の破綻をきっかけに道内経済が低迷したため、北海道内各地の百貨店や量販店も苦戦を強いられるなか、既存店舗の大増築（名寄）、新業態への挑戦（スーパーセンターおよび小型食品スーパー）などの策を打ち出し、経営の安定化に努めた。また、この時期に株式公開を目指したが、事実上断念している。
1990年（平成2年）8月には稚内市南部の郊外に（2代目）稚内店を出店して郊外型大型店の展開に乗り出し、1997年（平成9年）2月士別店を郊外へ移転させ、2004年（平成16年）9月に稚内駅前店を閉店するなど郊外への店舗網のシフトを進めた。1998年（平成10年）6月に枝幸店を出店し、1999年（平成11年）9月には名寄本店を増築して新装開店した。
2003年（平成15年）10月10日には東神楽町に「スーパーセンター・ベストム東神楽店」を開店し、2004年（平成16年）11月8日には中富良野町に「スーパーセンター・ベストム中富良野店」を開店するなどスーパーセンター事業に進出したが、中富良野店は開業初年度の売上げが目標を下回るなど必ずしも順調にはいかなかった。
長年、名寄本店が名実ともに当社の旗艦店となっていたが、2008年（平成20年）4月25日に「イオン名寄ショッピングセンター」が開業したことで大きな打撃を受け、最盛期には300億円近くに達していた年商も近年は100億円台後半で推移している。近年は大型店同士での競争を回避すべく、主要都市の中心市街地や人口数千人規模の過疎町村でも成立する食品スーパー「Qマート」の展開を進めている。2006年（平成18年）11月の下川店を皮切りに、名寄市風連、名寄駅前、中川町、猿払村、幌延町及び西興部村に展開している。また、2015年（平成27年）3月13日、ベストム東神楽店に併設して約30のテナントが入居するショッピングモール「アルティモール東神楽店」を開店した。

## 百貨店業態との相違
「西條」店舗のうち、名寄・士別・稚内の3店は長らく「西條百貨店」（通称「西條デパート」）の名で親しまれてきた。しかし、以下の理由から百貨店と位置づけることはできず、実態は総合スーパー（GMS）である。
- 百貨店の業界団体である「日本百貨店協会」に加盟しておらず、全国百貨店共通商品券が使用できない。なお、全国百貨店共通商品券の発行以前は、一時期関係を深めていた西武百貨店とその系列百貨店（札幌の五番館、青森の松木屋など）の商品券を使用することができた。ちなみに、それらの商品券の裏面には利用可能店舗として「丸利西条（名寄・士別・稚内）」と記載されている。
- 小林クリエイトのチェーンストア統一伝票を使用している

## 店舗

### 西條
総合スーパー（GMS）
- 名寄店（2代目）（本店） - 1982年（昭和57年）9月移転新築[1]。1999年（平成11年）9月増築リニューアル[1]。店は2層式。駐車場は3階・屋上・平面。3,000坪規模。
- 稚内店（2代目） - 1990年（平成2年）8月移転新築[5]。店は2層式。駐車場は3階・屋上・平面。2,500坪規模。
- 士別店（2代目） - 1997年（平成9年）2月移転新築[1]。店は2層式。駐車場は3階と平面。4,000坪規模。ベスト電器等が出店。
- 枝幸店 - 1998年（平成10年）6月新設[1]。ワンフロアで駐車場は平面のみ。1千数百坪程度。宗谷バス枝幸ターミナル（旧興浜北線北見枝幸駅前）に隣接。

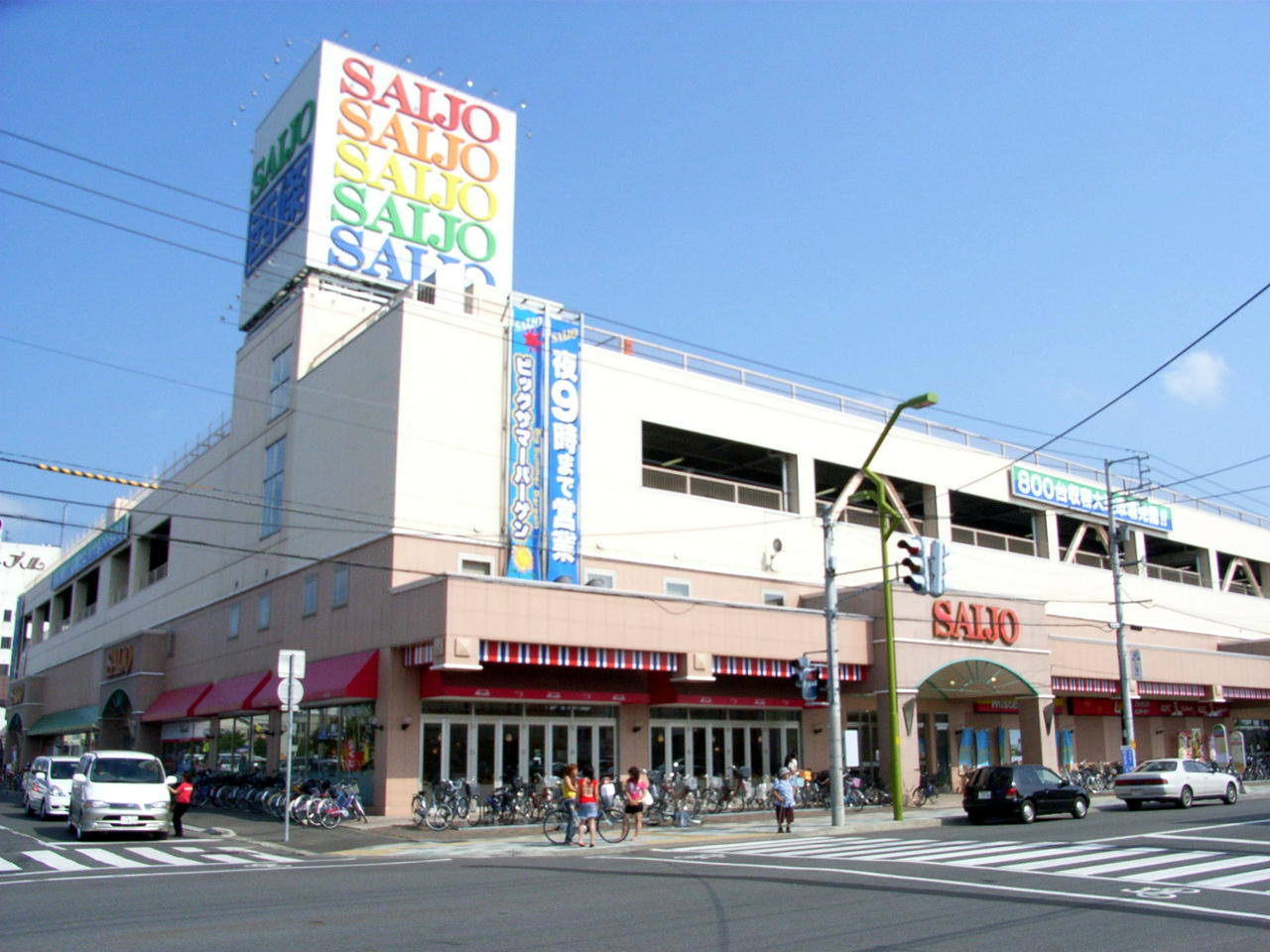
西條名寄店（2006年8月）
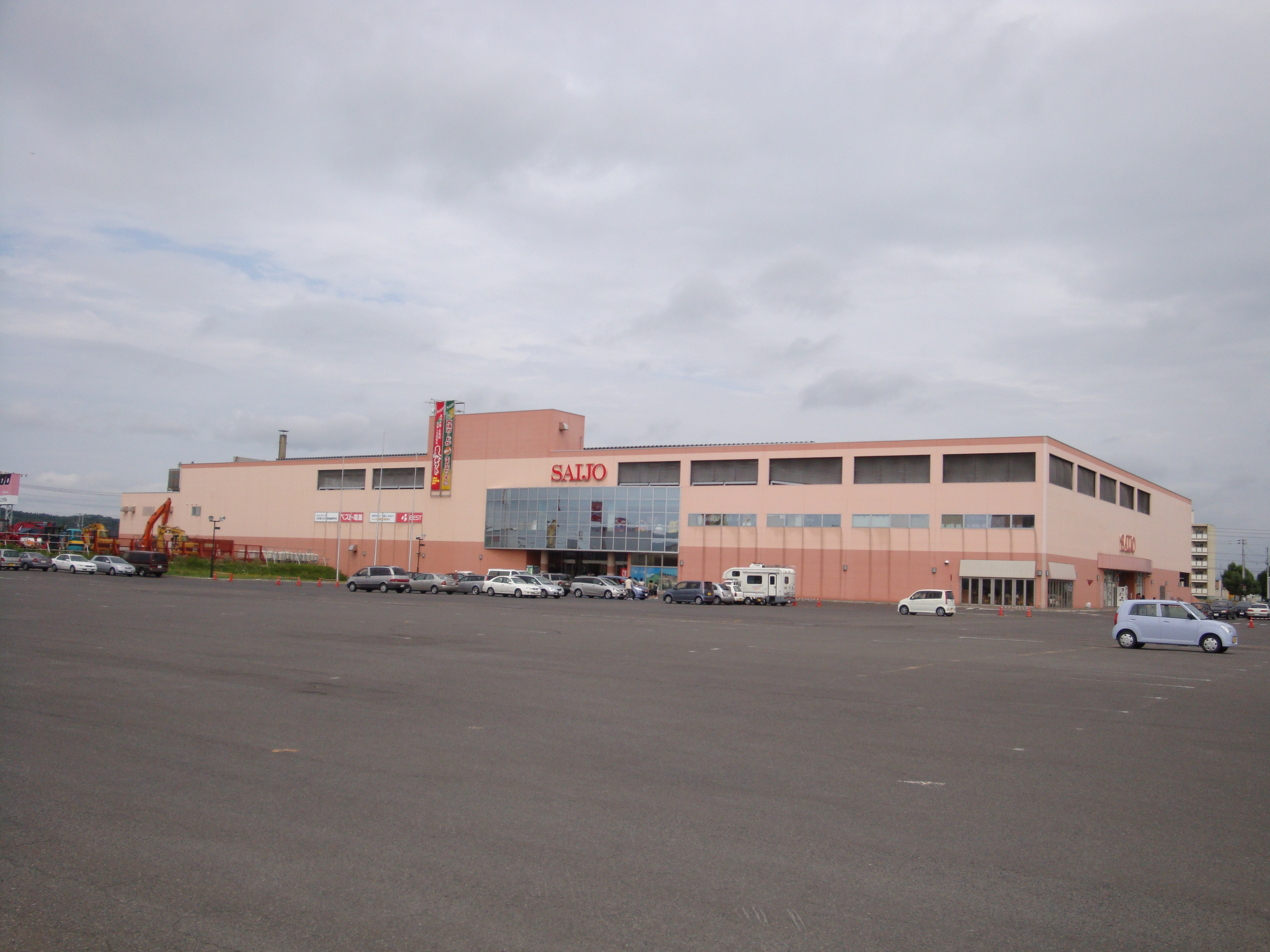
西條士別店（2008年8月）
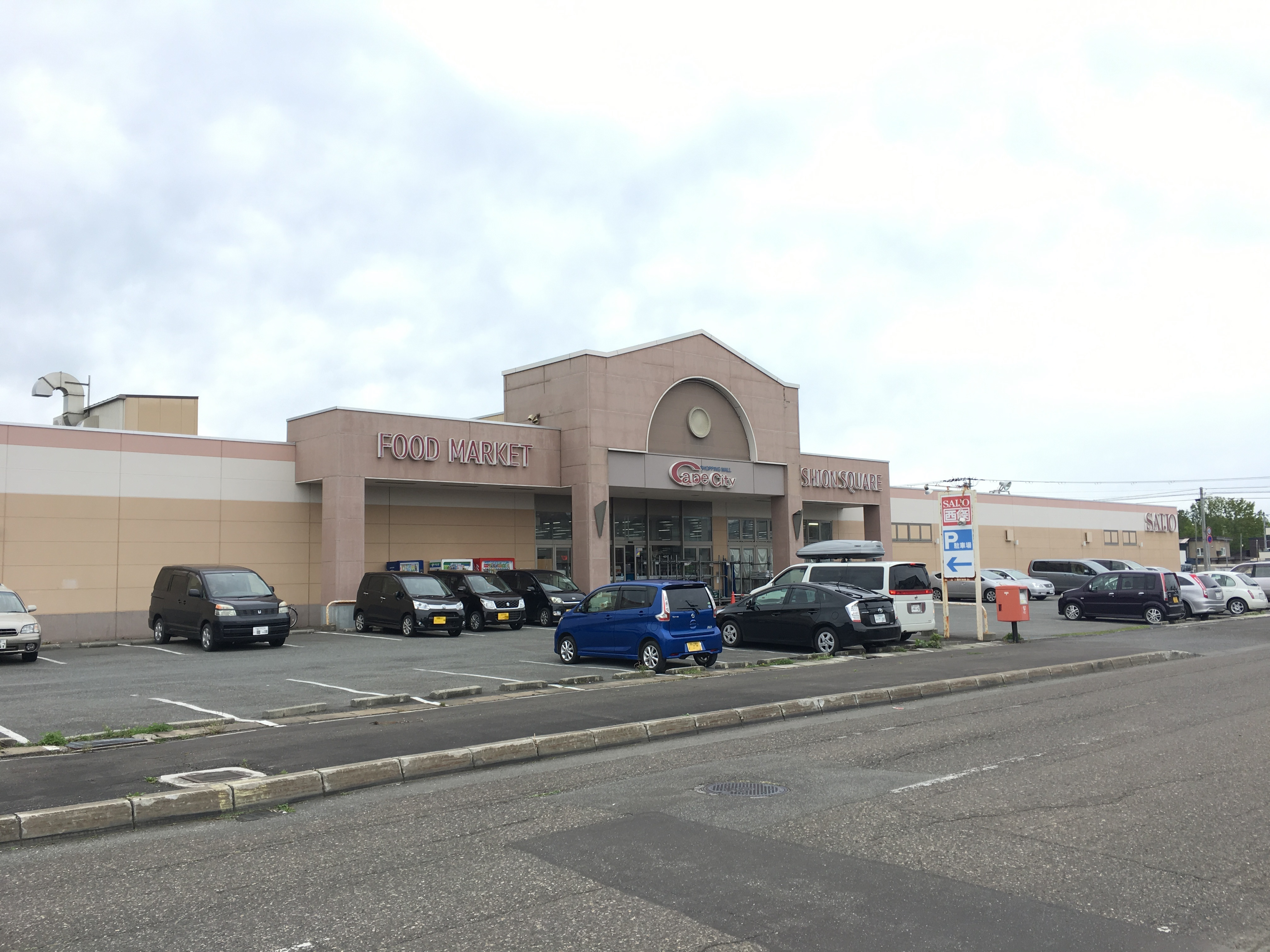
西條枝幸店（2019年9月）
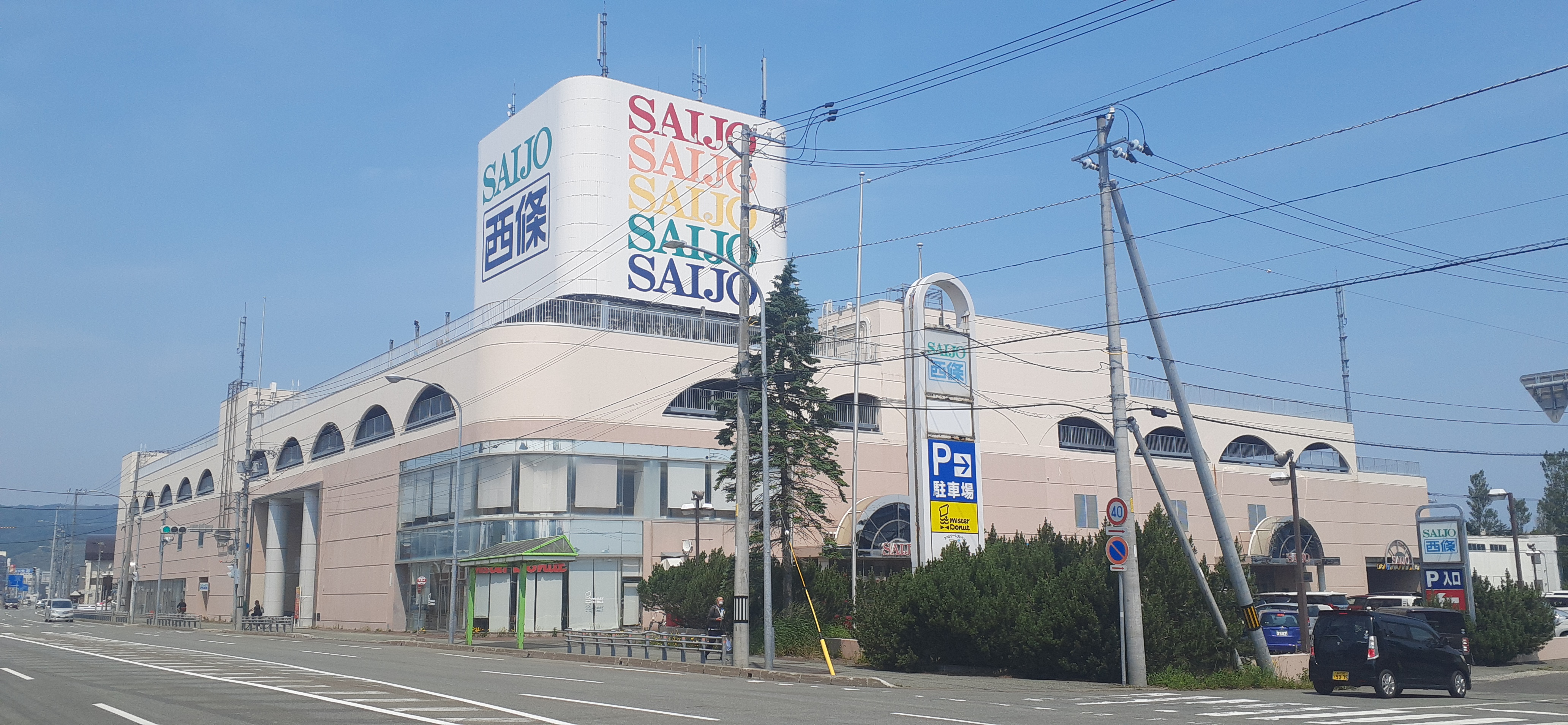
西條稚内店（2024年7月）

### ベストホーム
ホームセンター（HC）
- 名寄店 - 2002年（平成14年）移転新築。ワンフロアで駐車場は平面のみ。1,500坪程度。加工食品と一部の生鮮品も取り扱う。名寄市徳田２４９−１
- 稚内店 - 1993年（平成5年）新設。300坪程度。稚内市潮見４－４−３８

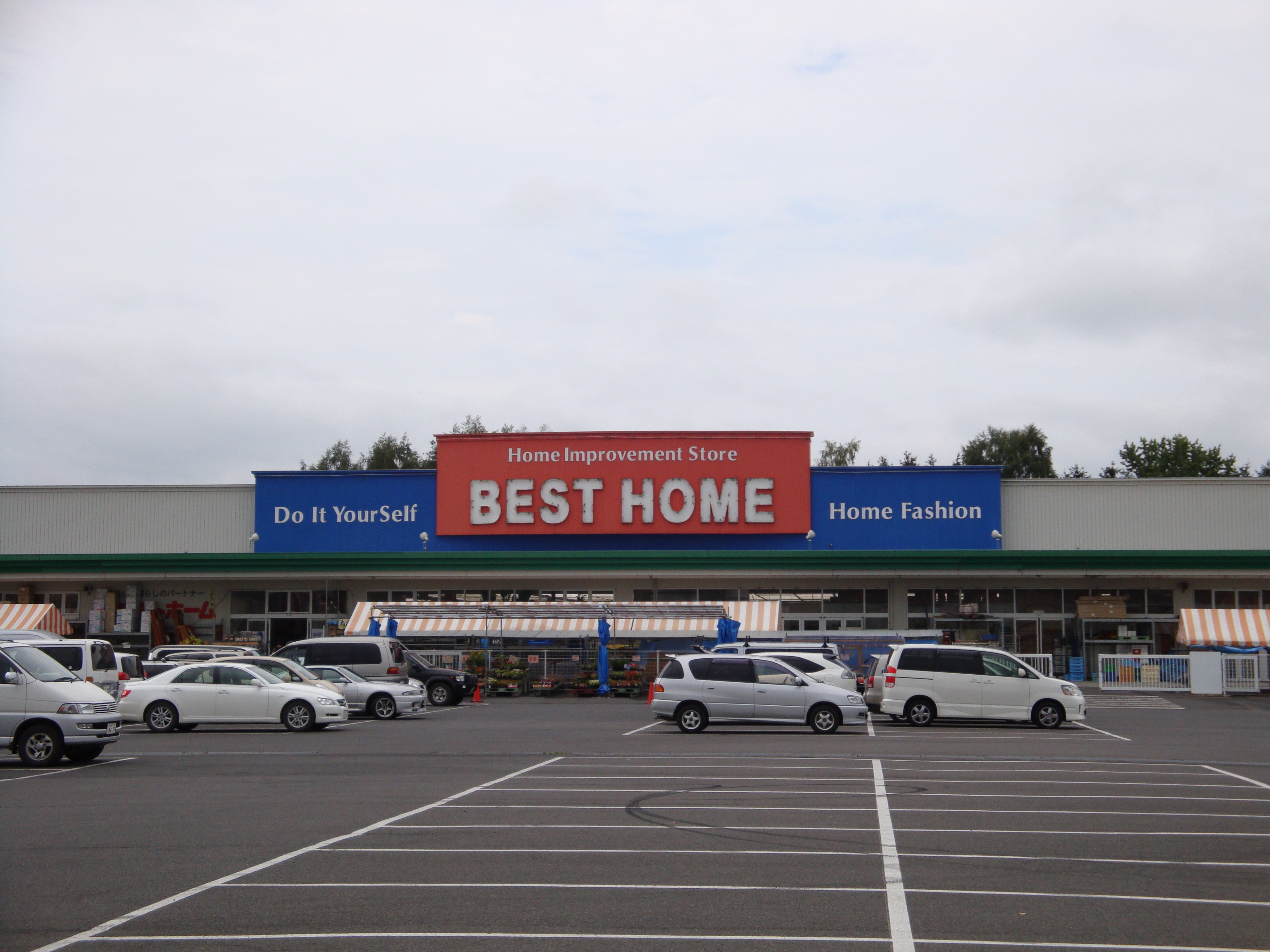
ベストホーム名寄店（2008年8月）

### ベストム
スーパーセンター（SuC）
- 東神楽店 - 2003年（平成15年）10月10日新設[3]。ダイワハウスによる開発プロジェクト。ワンフロア。4,000坪規模。サンドラッグなどが出店。
- 中富良野店 - 2004年（平成16年）11月8日新設[7]。ワンフロアで駐車場は平面のみ。3,500坪規模。

### ALTI MALL
ショッピングセンター
- 東神楽店 - 2015年3月13日開店。上記のベストム東神楽店に隣接して開設された。

### Qマート
小型食品スーパーマーケット（SM）
- 下川店 - 2006年（平成18年）11月新設[1]。コンビニ規模の小型店。スーパーマーケット跡への居抜き出店。
- 風連店 - 2010年（平成22年）3月新設[11]。コンビニ規模の小型店で地元JA本所の再開発・新築に伴うテナント出店。
- 名寄駅前店 - 2012年（平成24年）8月新設[4]。コンビニ規模の小型店。
- 中川店 - 2016年（平成28年）7月新設[1]。コンビニ規模の小型店。スーパーマーケット跡への居抜き出店。
- 猿払店 - 2016年（平成28年）9月新設[1]。
- 幌延店 - 2018年（平成30年）4月新設[1]。
- 問寒別店 - 2018年（平成30年）4月新設[1]。
- 西興部店 - 2021年（令和3年）11月新設[12]。

### FC事業
- ザ・ダイソー西條名寄店（100円ショップ） - 店舗は西條本部ビルの1階部分。ビルの2階以上は西條の事務所・倉庫・物流施設。

### 終了業態

#### ベストムマート
食と暮らしのディスカウントストア
- 旭川東光店（閉店） - 旭川市内の旧ホーマック→旭友ストアー跡地への居抜出店。閉店後サツドラ東光8条店となる。

### 閉店店舗
スクラップアンドビルド戦略により閉鎖された店舗。　
- （初代）名寄店 - 1947年（昭和22年）10月創業。　現在の名寄店が200メートル近く移動した後に、ビルの2階以上は西條の事務所・倉庫・物流施設になった。その後1階にダイソーが入店した。名寄市西3条南6－25−1
- （初代）稚内店 - 1975年（昭和50年）8月開業[1]。現在の稚内店が大黒地区へ移転したあとは「稚内駅前店」へ店名改称。地上2階。400坪程度。衣料品主体の小型店。その後2009年9月まで武部勤の宗谷地区後援会事務所として使用していたが、2010年1月に稚内駅地区再開発のため建物が取り壊された。
- （初代）士別店 - 1978年（昭和53年）1月開業[1]。士別市西1条8－701 地上3階・地下1階。客用エレベーター未設置。1,200坪。食品フロアは地下1階。レストラン「ペリカン」は2階。駐車場は士別駅前通の平面のみ。閉店後、建物は士別市に無償譲渡されたため、改修工事を行って市の生涯学習センター[13]と地元農協の本所が入居。士別駅前に立地していた。

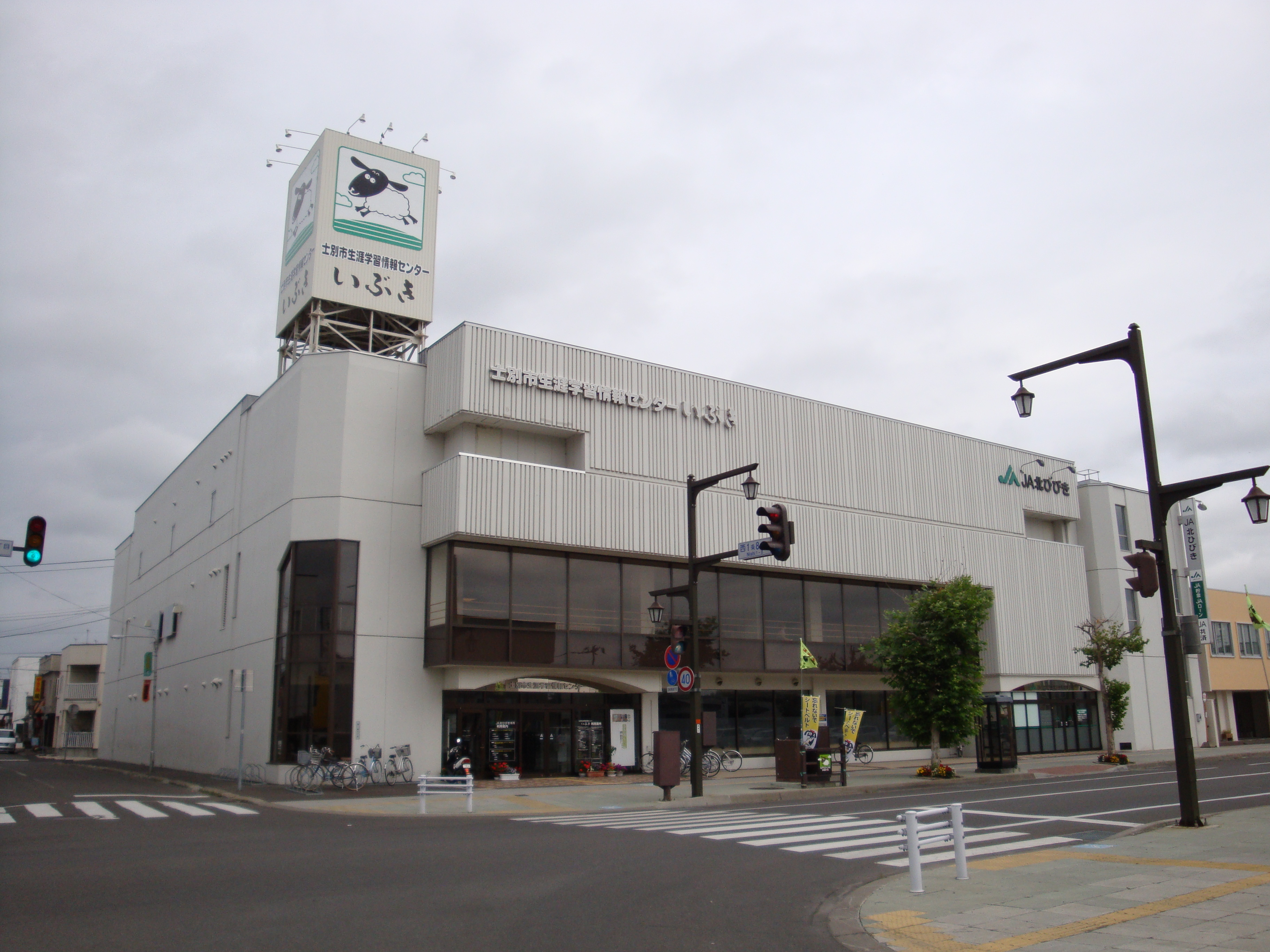
旧士別店。現在は地元農協の本所（2008年8月）